# Euploea trobriandensis
Euploea trobriandensis är en fjärilsart som beskrevs av Carpenter 1953. Euploea trobriandensis ingår i släktet Euploea och familjen praktfjärilar. Inga underarter finns listade i Catalogue of Life.